# Оттерсгайм
Оттерсгайм (нім. Ottersheim) — громада в Німеччині, розташована в землі Рейнланд-Пфальц. Входить до складу району Доннерсберг. Складова частина об'єднання громад Гельгайм.
Площа — 2,74 км2. Населення становить 359 ос. (станом на 31 грудня 2020).